# Christoval (Texas)
Christoval es un lugar designado por el censo ubicado en el condado de Tom Green en el estado estadounidense de Texas. En el Censo de 2010 tenía una población de 504 habitantes y una densidad poblacional de 146,75 personas por km².

## Geografía
Christoval se encuentra ubicado en las coordenadas 31°11′51″N 100°29′36″O / 31.19750, -100.49333. Según la Oficina del Censo de los Estados Unidos, Christoval tiene una superficie total de 3.43 km², de la cual 3.43 km² corresponden a tierra firme y (0%) 0 km² es agua.

## Demografía
Según el censo de 2010, había 504 personas residiendo en Christoval. La densidad de población era de 146,75 hab./km². De los 504 habitantes, Christoval estaba compuesto por el 91.47% blancos, el 0.2% eran afroamericanos, el 0.2% eran amerindios, el 0.6% eran asiáticos, el 0% eran isleños del Pacífico, el 6.55% eran de otras razas y el 0.99% pertenecían a dos o más razas. Del total de la población el 19.25% eran hispanos o latinos de cualquier raza.